# Satyrus sybillina
Satyrus sybillina är en fjärilsart som beskrevs av Charles Oberthür 1890. Satyrus sybillina ingår i släktet Satyrus och familjen praktfjärilar. Inga underarter finns listade.